# Tendón
Un tendón es cada una de las bandas de tejido conectivo que se sitúan en los dos extremos de un  músculo y lo unen al hueso. Su función es transmitir la fuerza generada por el músculo al hueso para producir movimiento articular. El tendón está formado por escaso número de células, fibras de colágeno y pequeñas cantidades de elastina y proteoglicanos. Cada tendón tiene dos extremos, uno de ellos se une al músculo (unión musculotendinosa) y otro al hueso (unión osteotendinosa). El tendón tiene propiedades elásticas y actúa como un muelle biológico, almacenando y liberando energía durante el movimiento. Debe diferenciarse del ligamento, que también está formado por tejido conectivo, pero une dos huesos entre sí. 

## Composición
El tendón está compuesto por tres elementos principales: células, fibras de colágeno y sustancia fundamental. También contiene fibras elásticas (elastina) que representa menos del 1% del peso seco del tendón. Las células son principalmente fibroblastos productores de colágeno que se llaman tendinocitos o tenocitos. Las fibras de colágeno están formadas por moléculas de colágeno que adoptan una estructura de microfibrillas empaquetadas que prorcionan gran fuerza tensil. La sustancia fundamental o matriz extracelular está formada por proteoglicanos y agua, constituye una especie de cemento que hace posible que las fibras de colágeno se adhieran entre sí, proporcionando al mismo tiempo espacio para que puedan deslizarse unas sobre otras.

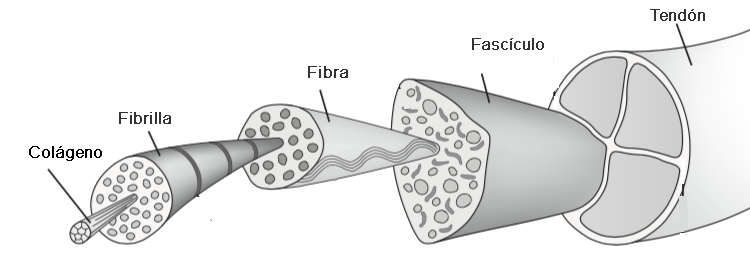
Estructura de un tendón

Fibras de colágeno, componente principal del tendón.

El tendón tiene una estructura jerárquica, varias moléculas de colágeno se unen para formar una unidad microfibrilar, un conjunto de microfibrillas forman una subfibrilla, a su vez varias subfibrillas se unen para formar una fibrilla. Un conjunto de fibrillas forman fascículos ordenados en paralelo en el mismo sentido de la fuerza muscular. Finalmente varios fascículos se agrupan para formar el tendón. Una capa de tejido conectivo laxo cubre cada fascículo (endotendón) y otra el conjunto del tendón (epitendón). 
Determinados tendones que sufren rozamiento continuo con el hueso adyacente, están envueltos en una estructura protectora, la vaina tendinosa, que se distribuye en dos capas, una externa y otra interna, quedando en el centro un espacio  que se rellena por un líquido similar al líquido sinovial con capacidad lubricante.

## Vascularización
Durante la fase de desarrollo embrionario, el tendón tiene una proporción de células más alta para favorecer la síntesis de colágeno, por lo que el riego sanguíneo es abundante, sin embargo una vez formado completamente, el número de células es muy pequeño por lo cual las necesidades de oxígeno y nutrientes son escasas y el aporte de sangre muy reducido. Por este motivo cuando se produce un traumatismo que lesiona o desgarra el tendón, el proceso de cicatrización tiene lugar con gran lentitud.

## Funciones
La función principal del tendón es transmitir la fuerza generada por el músculo esquelético al hueso, para generar movimiento.
En algunas ocasiones, la función del tendón es mantener una determinada posición, de esta forma actúan por ejemplo los tendones situados en los dedos cuando se sostiene un lápiz para dibujar o escribir.
Un caso especial lo constituyen los tendones de los siete músculos extraoculares que hacen posible el movimiento ocular, el tendón de uno de los extremos de estos músculos se inserta en la órbita, pero el otro no se inserta en tejido óseo, sino en la esclerótica, que es la envoltura más externa del ojo.
Las propiedades mecánicas del tendón dependen de su diámetro y de la orientación de las fibras de colágeno. Las fibrillas de colágeno son paralelas entre sí y están estrechamente empaquetadas. Si se observa al microscopio un tendón con el músculo en estado de reposo, las fibras de colágeno presentan una estructura ondulada o espiroidea. Al contraerse el músculo adoptan un aspecto rectilineo por producirse el estiramiento de las fibras de colágeno que lo forman.
El tendón es una estructura multicadena compuesta de muchas fibrillas y fascículos parcialmente independientes, esta propiedad contribuye a su flexibilidad. Tienen alta resistencia a la tracción y un comportamiento viscoelástico, es decir frente a la deformación sus propiedades son intermedias entre las de un material viscoso y un material elástico. La
tensión que es capaz de resistir depende del grado de deformación y de la velocidad a que esta se produce. Por lo tanto a medida que se aplica una tensión mayor a un tendón, éste se elonga progresivamente hasta que se alcanza el punto de falla y se produce la ruptura, pero la resistencia depende de la velocidad a que aumenta la tensión.

### Órgano tendinoso de Golgi
Son receptores sensoriales encapsulados microscópicos que están situados en la región del tendón más próxima al músculo. Informan al sistema nervioso de la tensión existente en el complejo músculo-tendón, por tanto son capaces de detectar la intensidad del esfuerzo muscular.

## Tendinopatías

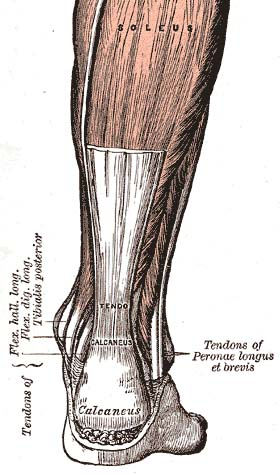
Tendón de Aquiles normal

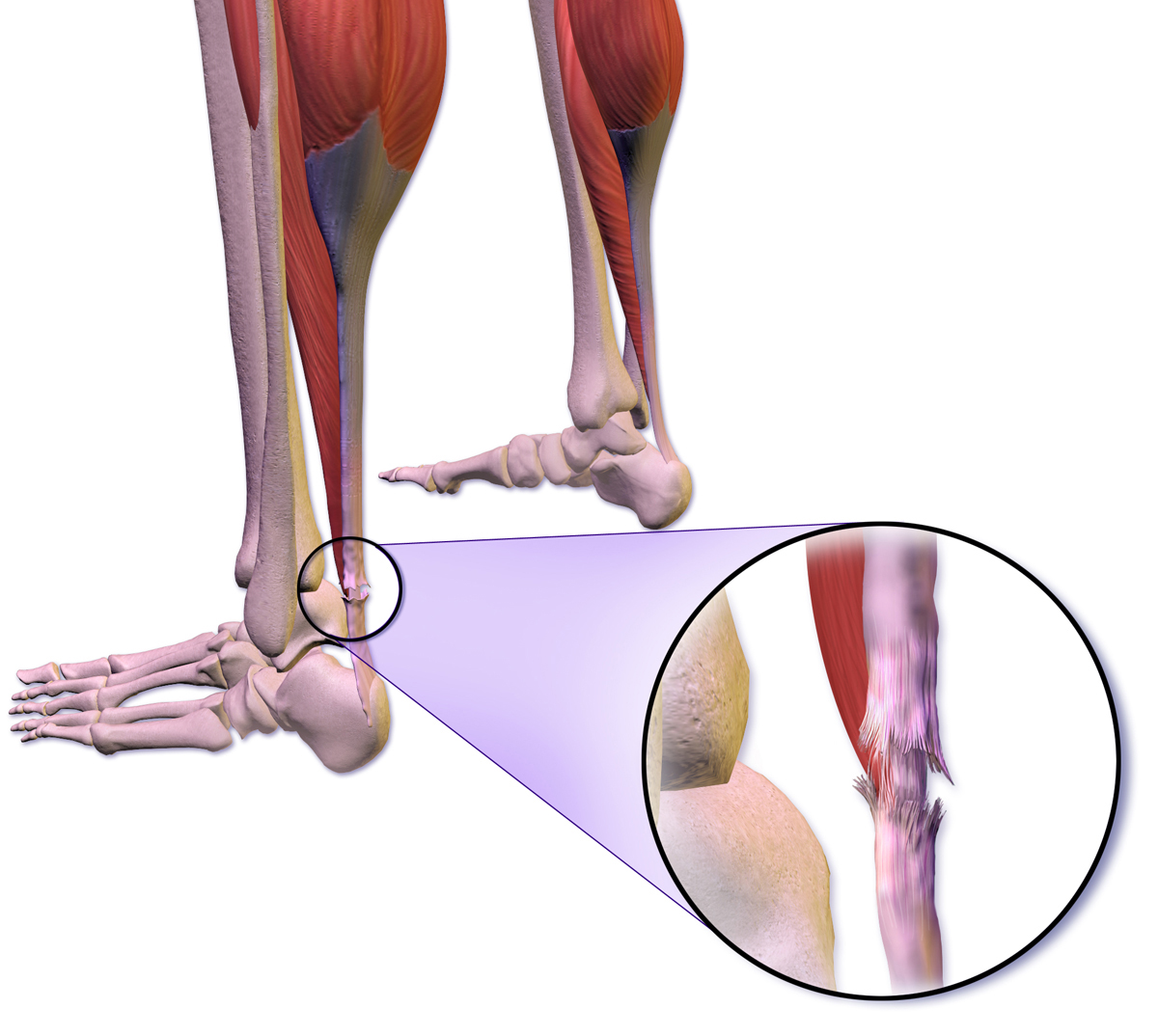
Rotura parcial del tendón de Aquiles

El término tendinopatía designa de forma genérica cualquier lesión que afecta a un tendón. En la terminología médica este vocablo está sustituyendo progresivamente al término tendinitis que antes se utilizaba de forma general, ya que tendinitis implica la existencia de inflamación y se ha comprobado que en la mayor parte de las lesiones tendinosas no existe proceso inflamatorio. Las tendinopatías pueden clasificarse en agudas y crónicas según el tiempo de evolución, en general provocan dolor y cierto grado de impotencia funcional en la región afectada. Pueden ser leves o graves, produciéndose en ocasiones la rotura parcial o total del tendón, lo que requiere en muchos casos una intervención quirúrgica.
Algunas de las tendinopatías más frecuentes son:
- Tendinopatía del supraespinoso por afectación del tendón del músculo supraespinoso.
- Tendinopatía aquílea por afectación del tendón de Aquiles, el cual une el gastrocnemio y el músculo sóleo (gemelos) al hueso calcáneo en el talón.
- Tendinopatía de la pata de ganso por afectación del tendón anserino a nivel de la rodilla.
- Tendinitis rotuliana por afectación del tendón rotuliano.
- Tenosinovitis de estiloides radial, también conocida como tenosinovitis de De Quervain.